# Hamartome
 Mise en garde médicale
L'hamartome est une malformation tissulaire, souvent congénitale (aussi dite dysembryoplasie, c'est-à-dire d'origine embryonnaire) et d'aspect tumoral. Elle est formée d'un mélange anormal d'éléments constitutifs normalement présents dans l'organe dans lequel ils se développent. Le tissu peut avoir un aspect normal mais son fonctionnement peut être altéré. 
Généralement bénin, il peut être enlevé chirurgicalement (excision) s'il devient gênant.

## Complications
La complication principale, classique mais finalement rare (moins de 2 % des cas), et concernant surtout les hamartomes cutanés, est la transformation maligne en carcinome, ce qui explique qu'on retrouve souvent écrit qu'il faille pratiquer une exérèse préventive de ces malformations. 

## Exemples d'hamartomes
- L'hamartome verruco-sébacé de Jadassohn ; le plus souvent présent dans le cuir chevelu, et parfois sur la peau, il est formé principalement des glandes sébacées, des follicules pileux avortés et des glandes apocrines ectopiques [3]. Il est présent à la naissance ou se développe peu après, puis se développe à nouveau à l'adolescence. Un cas d'hamartome sébacé de Jadassohn réparti selon les lignes de Blaschko a été décrit en 2014 par Guaguerre & al.[4]

- l'hamartome de l'iris, qui dans la neurofibromatose de type I est dénommé nodule de Lisch.

- la maladie de Cowden et le syndrome de Protée, qui sont caractérisés par des hamartomes multiples disséminés dans tout l'organisme.

- l'hamartome hypothalamique, qui est une tumeur cérébrale bénigne.

## Conduite à tenir
Selon une revue de la littérature publiée par Labbé & al. en 1999, les hamartomes doivent être surveillés, mais l'excision systématique (motivée par un risque de développement tumoral malin (carcinome basocellulaire notamment) à partir de la puberté) n'est plus pratiquée ; une surveillance étant jugée suffisante dans la plupart des cas. 
Dans le passé on a souvent pris pour des carcinomes basocellulaires des trichoblastomes pigmentés (tumeurs basaloïdes, mais parfaitement bénignes).
Pour des raisons esthétiques, psychologiques, de confort (certains hamartomes pouvant être incompatibles avec le port de casques militaires ou de chantiers, de chapeaux), certains auteurs recommandent néanmoins l'« indication d'exérèse chirurgicale durant l'enfance pour des raisons de laxité tissulaire plus importante à cet âge, notamment au niveau du cuir chevelu, zone préférentielle du développement de l'hamartome ».